# أوتو نيمينن
أوتو نيمينن (بالفنلندية: Otto Nieminen)‏ هو لاعب هوكي الجليد فنلندي، ولد في 8 مايو 1996 في Somero ‏ في فنلندا.

## وصلات خارجية
- أوتو نيمينن على موقع EliteProspects.com (الإنجليزية)
- أوتو نيمينن على موقع Eurohockey.com (الإنجليزية)
- أوتو نيمينن على موقع HockeyDB.com (الإنجليزية)
- أوتو نيمينن على موقع أوليمبيديا (الإنجليزية)